# Châteauneuf-de-Chabre

Châteauroux-les-Alpes este o comună în departamentul Hautes-Alpes, Franța. În 1 ianuarie 2018 avea o populație de 378 de locuitori.